# Alejiano
Se llama alejiano al individuo de una congregación benéfica, caritativa y religiosa creada a principios del siglo XIV. 
Los alejianos fueron creados cuando una parte de Europa era desolada por la enfermedad llamada peste negra y cuyo objeto era curar a los enfermos y dar sepultura a los cadáveres. Fueron llamados cellitas, de cella (tumba) y alejianos por haber elegido como patrón a San Alejo el cual a principios del siglo V se distinguió por su caridad y abnegación. 
Fue su fundador Alejo Melecio y su instituto fue confirmado por los papas Pío II y Sixto IV.